# اوهلفلد
اوهلفلد (به آلمانی: Uehlfeld) یک شهر در آلمان است که در نوی‌شتات واقع شده‌است. اوهلفلد ۳٬۰۱۸ نفر جمعیت دارد.